# Enel Distribuição São Paulo
Enel Distribuição São Paulo (Enel Verteilung São Paulo) ist ein großer brasilianischer Energieanbieter im Bundesstaat São Paulo. Eletropaulo wird an der brasilianischen Börse Bovespa gehandelt. Das Unternehmen hat 7.355 Mitarbeiter, eine Konzessionsfläche von 4.526 km² und versorgt ca. 18 Mio. Einwohner mit elektrischer Energie. Es betreibt ein Leitungsnetz von ca. 1.800 km und erzeugt 43.000 GWh. Damit hat die Firma einen Marktanteil von 33,3 % im Bundesstaat São Paulo und 9,3 % in Brasilien (Stand 2017).

## Geschichte
Im Jahr 1899 gründete eine Gruppe kanadischer Geschäftsleute die São Paulo Railway, Light Power Company Limited, und im selben Jahr wurde sie in Brasilien zugelassen. 1904 gründete diese kanadische Gruppe The Rio de Janeiro Tramway, Light and Power Co. Ltda. Ab 1923 wurden die Unternehmen von der Holdinggesellschaft Brazilian Traction Light and Power Co. Ltd. kontrolliert. Die Gruppe wurde im Jahr 1956 umstrukturiert, wobei Brascan Limited als Basis diente. 1979 erwarb die brasilianische Regierung mit Hilfe von Eletrobras eine Beteiligung an der sogenannten Light-Serviços de Eletricidade S.A. von Brascan. Im Jahr 1981 wurde das Unternehmen an die Regierung des Bundesstaates São Paulo übergeben und änderte seinen Namen in Eletropaulo - Electricidade de São Paulo S.A.  Eigentümer von AES Eletropaulo ist der italienische Energieriese Enel.
Mit dem Privatisierungsprogramm wurde 1995 wurde Eletropaulo neu strukturiert, was zu vier Unternehmen führte:
- die Vertriebsgesellschaft Eletropaulo Metropolitana - Eletricidade de São Paulo S.A e EBE
- die Vertriebsgesellschaft Empresa Bandeirante de Energia S.A.
- die Übertragungsgesellschaft EPTE - Empresa Paulista de Transmissão de Energia Elétrica S.A (heutiger Firmenname CTEEP)
- die Erzeugungsgesellschaft EMAE - Empresa Metropolitana de Aguas e Energia S.A.